# Porte romane
Pour les articles homonymes, voir Porte romane (homonymie).
La porte romane du Mans est un monument situé dans la commune française du Mans dans le département de la Sarthe et la région Pays de la Loire.

## Historique
La porte romane est inscrite au titre des monuments historiques par arrêté du 13 mars 1945.

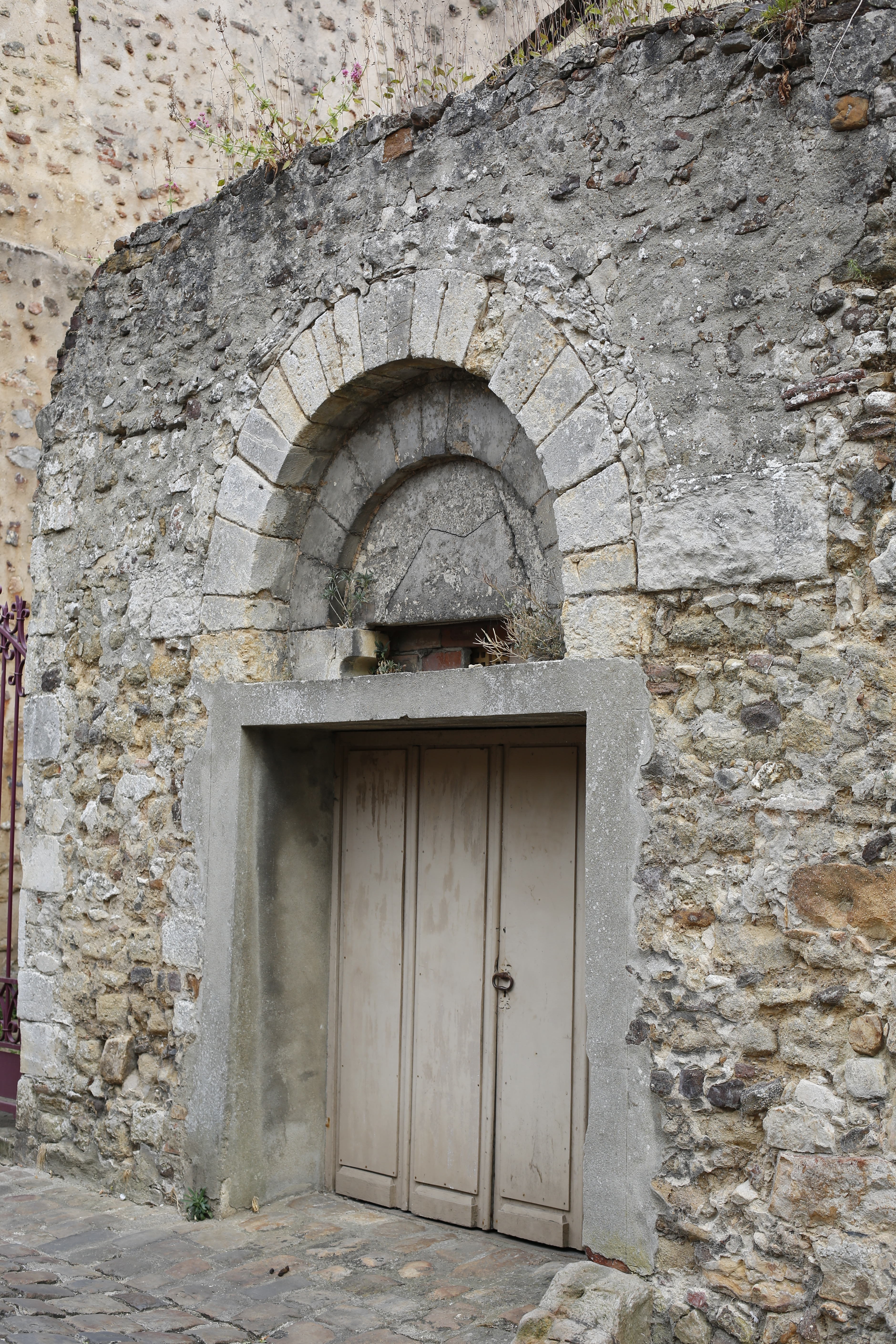
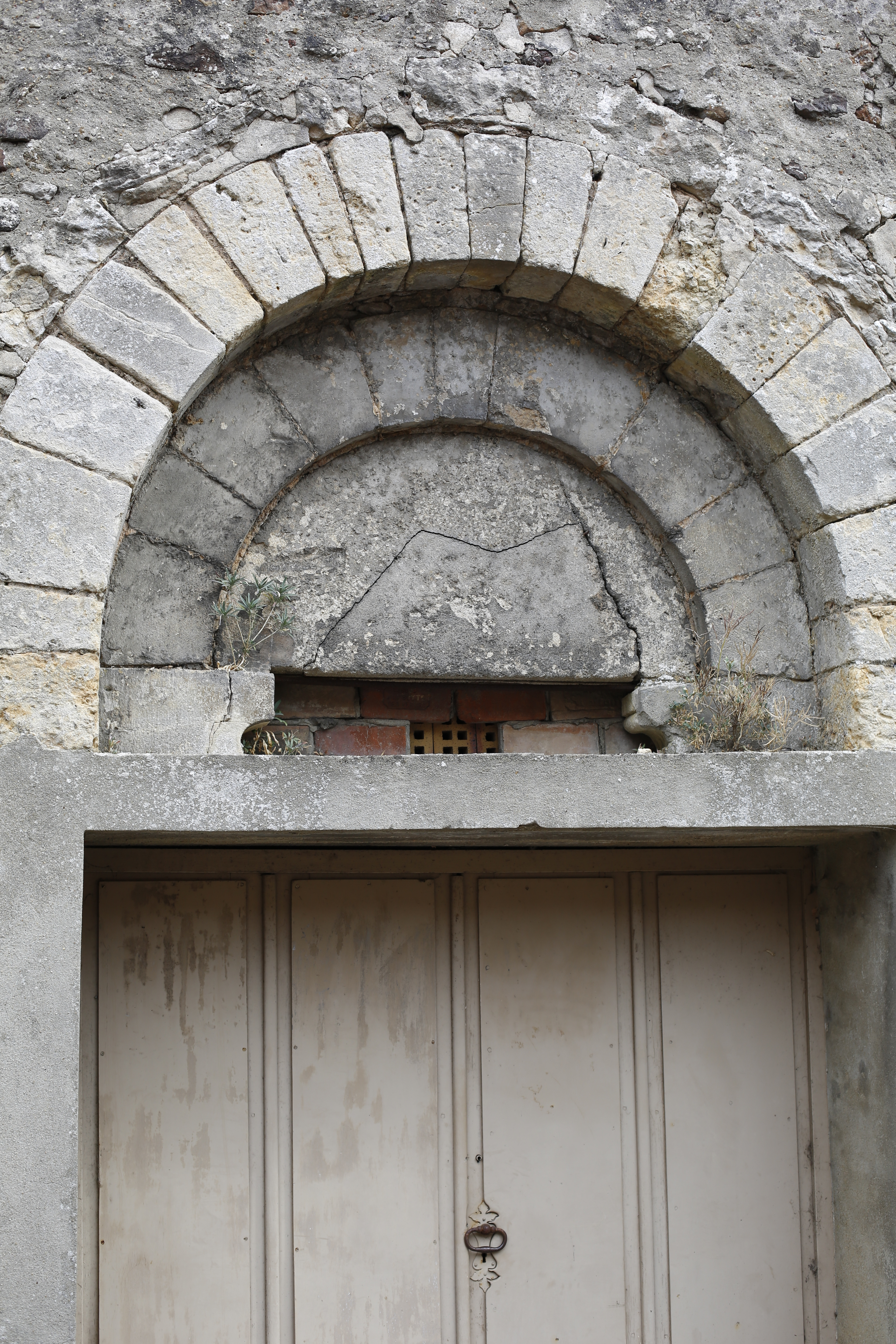